# Yoo Yong-sung
Yoo Yong-sung (Dangjin, 25 de outubro de 1974) é um jogador de badminton sul-coreano, medalhista olímpico, especialista em duplas.

## Carreira
Yoo Yong-sung representou seu país nos Jogos Olímpicos de Verão de 1996 a 2004, conquistando a medalha de prata, nas duplas nas duas oportunidades, com a parceria de Lee Dong-soo.